# 안중현
안중현(1983년 11월 30일 ~ )은 대한민국의 전 쇼트트랙 스피드 스케이팅 선수이다. 2002년 세계 선수권 대회 5000m 계주에서 금메달을 획득했다.
그는 월드컵에서도 여러 번의 성공을 거두었다. 그의 첫 번째 포디움은 1998-99년 월드컵에서 주테르메이르에서 3000m 경주에서 우승했을 때 나왔다.
- 1998/1999 ISU 월드컵 주테르메이르 3000M 1
- 2000/2001 ISU 월드컵 트르나바 3000m 1
- 2000/2001 ISU 월드컵 노베야마 5000m 계주 1
- 2000/2001 ISU 월드컵 트르나바 종합 3